# هيسبيريا (كاليفورنيا)
هيسبيريا (بالإنجليزية: Hesperia )‏ هي إحدى مدن مقاطعة سان بيرناردينو، كاليفورنيا. تم إعطاءها لقب مدينة في 1 يوليو، 1988.

## التركيبة السكانية
حدّد مكتب تعداد الولايات المتحدة بيانات التركيبة السكانية لهيسبيريا في تعداد الولايات المتحدة. في ما يلي، التركيبة السكانية حسب تعدادي 2000 و2010.

### تعداد عام 2000
بلغ عدد سكان هيسبيريا 62,582 نسمة بحسب تعداد عام 2000، وبلغ عدد الأسر 19,966 أسرة وعدد العائلات 15,775 عائلة مقيمة في المدينة. في حين سجلت الكثافة السكانية 332 نسمة لكل كيلومتر مربع (859.9/ميل2). وبلغ عدد الوحدات السكنية 21,348 وحدة بمتوسط كثافة قدره 113.3 لكل كيلومتر مربع (293.4/ميل2).
وتوزع التركيب العرقي للمدينة بنسبة 74.28% من البيض و4.03% من الأمريكيين الأفارقة و1.27% من الأمريكيين الأصليين و1.07% من الأمريكيين ذوي الأصول الآسيوية و0.19% من سكان جزر المحيط الهادئ و14.46% من الأعراق الأخرى و4.69% من عرقين مختلطين أو أكثر و29.40% من الهسبانيون أو اللاتينيون من أي عرق.
بلغ عدد الأسر 19,966 أسرة كانت نسبة 48.2% منها لديها أطفال تحت سن الثامنة عشر تعيش معهم، وبلغت نسبة الأزواج القاطنين مع بعضهم البعض 58.9% من أصل المجموع الكلي للأسر، ونسبة 13.8% من الأسر كان لديها معيلات من الإناث دون وجود شريك،  بينما كانت نسبة 6.3% من الأسر لديها معيلون من الذكور دون وجود شريكة وكانت نسبة 21% من غير العائلات. تألفت نسبة 16.5% من أصل جميع الأسر من عدة أفراد يعيشون في نفس المنزل ونسبة 7.6% كانت تتألف من شخص يعيش بمفرده يبلغ من العمر 65 عاماً أو أكثر. وبلغ متوسط حجم الأسرة المعيشية 3.12، أما متوسط حجم العائلات فبلغ 3.47.
بلغ العمر الوسطي للسكان 32.0 عاماً. وكانت نسبة 32.7% من القاطنين تحت سن الثامنة عشر، وكانت نسبة 9.2% بين الثامنة عشر والرابعة والعشرين عاماً، ونسبة 27.2% كانت واقعةً في الفئة العمرية ما بين الخامسة والعشرين والرابعة والأربعين عاماً، ونسبة 19.6% كانت ما بين الخامسة والأربعين والرابعة والستين، ونسبة 10.8% كانت ضمن فئة الخامسة والستين عاماً فما فوق. يوجد لكل 100 أنثى 97.2 ذكر، ويوجد لكل 100 أنثى في الثامنة عشر من عمرها فما فوق 93.9 ذكر.
بلغ متوسط دخل الأسرة في المدينة 40,201 دولارًا، أما متوسط دخل العائلة فبلغ 43,004 دولارًا. وكان متوسط دخل الذكور 39,776 دولارًا مقابل 25,665 دولارًا للإناث. وسجل دخل الفرد الخاص بالمدينة 15,487 دولارًا. وكانت نسبة 11.1% من العائلات ونسبة 14.1% من السكان تحت خط الفقر، وكان من هؤلاء نسبة 18.6% تحت سن الثامنة عشر ونسبة 6.4% في الخامسة والستين من العمر وما فوق.

### تعداد عام 2010
بلغ عدد سكان هيسبيريا 90,173 نسمة بحسب تعداد عام 2010، وبلغ عدد الأسر 26,431 أسرة وعدد العائلات 21,146 عائلة مقيمة في المدينة. في حين سجلت الكثافة السكانية 478.4 نسمة لكل كيلومتر مربع (1,239.1/ميل2). وبلغ عدد الوحدات السكنية 29,004 وحدة بمتوسط كثافة قدره 153.9 لكل كيلومتر مربع (398.6/ميل2).
وتوزع التركيب العرقي للمدينة بنسبة 61.14% من البيض و5.80% من الأمريكيين الأفارقة و1.24% من الأمريكيين الأصليين و2.09% من الأمريكيين ذوي الأصول الآسيوية و0.30% من سكان جزر المحيط الهادئ و24.53% من الأعراق الأخرى و4.91% من عرقين مختلطين أو أكثر و48.90% من الهسبانيون أو اللاتينيون من أي عرق.
بلغ عدد الأسر 26,431 أسرة كانت نسبة 49.8% منها لديها أطفال تحت سن الثامنة عشر تعيش معهم، وبلغت نسبة الأزواج القاطنين مع بعضهم البعض 56% من أصل المجموع الكلي للأسر، ونسبة 16% من الأسر كان لديها معيلات من الإناث دون وجود شريك،  بينما كانت نسبة 8.1% من الأسر لديها معيلون من الذكور دون وجود شريكة وكانت نسبة 20% من غير العائلات. تألفت نسبة 15.3% من أصل جميع الأسر من عدة أفراد يعيشون في نفس المنزل ونسبة 6.3% كانت تتألف من شخص يعيش بمفرده يبلغ من العمر 65 عاماً أو أكثر. وبلغ متوسط حجم الأسرة المعيشية 3.41، أما متوسط حجم العائلات فبلغ 3.76.
بلغ العمر الوسطي للسكان 30.5 عاماً. وكانت نسبة 32.3% من القاطنين تحت سن الثامنة عشر، وكانت نسبة 10.5% بين الثامنة عشر والرابعة والعشرين عاماً، ونسبة 25.8% كانت واقعةً في الفئة العمرية ما بين الخامسة والعشرين والرابعة والأربعين عاماً، ونسبة 22.4% كانت ما بين الخامسة والأربعين والرابعة والستين، ونسبة 9% كانت ضمن فئة الخامسة والستين عاماً فما فوق. وتوزع التركيب الجنسي للسكان بنسبة 49.6% ذكور و50.4% إناث.

## المناخ
يظهر الجدول التالي التغييرات المناخية على مدار السنة لهيسبيريا:
| البيانات المناخية لـهيسبيريا      | البيانات المناخية لـهيسبيريا | البيانات المناخية لـهيسبيريا | البيانات المناخية لـهيسبيريا | البيانات المناخية لـهيسبيريا | البيانات المناخية لـهيسبيريا | البيانات المناخية لـهيسبيريا | البيانات المناخية لـهيسبيريا | البيانات المناخية لـهيسبيريا | البيانات المناخية لـهيسبيريا | البيانات المناخية لـهيسبيريا | البيانات المناخية لـهيسبيريا | البيانات المناخية لـهيسبيريا | البيانات المناخية لـهيسبيريا |
| الشهر                             | يناير                        | فبراير                       | مارس                         | أبريل                        | مايو                         | يونيو                        | يوليو                        | أغسطس                        | سبتمبر                       | أكتوبر                       | نوفمبر                       | ديسمبر                       | المعدل السنوي                |
| --------------------------------- | ---------------------------- | ---------------------------- | ---------------------------- | ---------------------------- | ---------------------------- | ---------------------------- | ---------------------------- | ---------------------------- | ---------------------------- | ---------------------------- | ---------------------------- | ---------------------------- | ---------------------------- |
| الدرجة القصوى °ف (°م)             | 80 (27)                      | 87 (31)                      | 93 (34)                      | 100 (38)                     | 108 (42)                     | 111 (44)                     | 116 (47)                     | 112 (44)                     | 113 (45)                     | 101 (38)                     | 88 (31)                      | 85 (29)                      | 116 (47)                     |
| متوسط درجة الحرارة الكبرى °ف (°م) | 60 (16)                      | 63 (17)                      | 69 (21)                      | 75 (24)                      | 85 (29)                      | 94 (34)                      | 99 (37)                      | 99 (37)                      | 93 (34)                      | 81 (27)                      | 69 (21)                      | 60 (16)                      | 79 (26)                      |
| متوسط درجة الحرارة الصغرى °ف (°م) | 32 (0)                       | 35 (2)                       | 39 (4)                       | 44 (7)                       | 50 (10)                      | 56 (13)                      | 62 (17)                      | 62 (17)                      | 56 (13)                      | 46 (8)                       | 37 (3)                       | 31 (−1)                      | 46 (8)                       |
| أدنى درجة حرارة °ف (°م)           | −1 (−18)                     | 11 (−12)                     | 14 (−10)                     | 25 (−4)                      | 30 (−1)                      | 36 (2)                       | 35 (2)                       | 42 (6)                       | 32 (0)                       | 21 (−6)                      | 8 (−13)                      | 6 (−14)                      | −1 (−18)                     |
| الهطول إنش (مم)                   | 1.09 (28)                    | 1.26 (32)                    | 0.88 (22)                    | 0.35 (8.9)                   | 0.14 (3.6)                   | 0.05 (1.3)                   | 0.19 (4.8)                   | 0.20 (5.1)                   | 0.18 (4.6)                   | 0.36 (9.1)                   | 0.47 (12)                    | 1.02 (26)                    | 6.19 (157)                   |
| المصدر: The Weather Channel       |                              |                              |                              |                              |                              |                              |                              |                              |                              |                              |                              |                              |                              |